# Дитмар, Марина фон
Марина фон Дитмар (нем. Marina von Ditmar; 30 октября 1914, Петроград — 3 сентября 2014, Бад-Киссинген) — немецкая актриса театра и кино.

## Биография
Была родом из эстонских и лифляндских дворян и рыцарства. Актёрскую карьеру начала в берлинском театре Фольксбюне. В середине 1930-х годов начала сниматься в кино на киностудии UFA («Королева чардаша» (1934) при участии Ханса Зёнкера, «Мнимая больная» (1935) с Фрицем Одемаром и «Город Анатоль» (1936) с участием Бригитты Хорней).
В нацистской Германии Марина фон Дитмар снялась в нескольких популярных фильмах («Легион „Кондор“» (1939) с Паулем Хартманом; «Штукас» (1941) с Карлом Раддацем; в роли Софии фон Ридезель в «Мюнхаузене» (1943) с Хансом Альберсом) и стала признанной кинозвездой Германии. В 1942 году снялась в пропагандистском антисоветском фильме «ГПУ».
После Второй мировой войны Дитмар снималась мало, в 1952 году завершила кинокарьеру, покинула свет и вышла замуж за главного врача санатория в Бад-Киссингене Ханса-Георга Денхардта. Супруги поддерживали тесные связи с высшими кругами общества и мира кино и театра и принимали у себя в гостях многих знаменитостей, например, королевскую чету из Таиланда Пхумипона Адульядета и Сирикит и федерального президента Генриха Любке с супругой.

## Фильмография
- 1934: Королева чардаша — Die Czardasfürstin
- 1934: Besuch im Karzer
- 1936: Город Анатоль — Stadt Anatol
- 1937: Der andere Mann
- 1937: Die göttliche Jette
- 1937: Liebe kann lügen
- 1938: Прусская любовная история — Preußische Liebesgeschichte
- 1938: Liebelei und Liebe
- 1938: Pour le Mérite
- 1939: Легион «Кондор»
- 1939: Inspektor Warren wird bemüht
- 1939: Dein Leben gehört mir
- 1940: Weltrekord im Seitensprung
- 1940: Angelika
- 1941: Über alles in der Welt
- 1941: Штукас — Stukas
- 1942: ГПУ — G.P.U.
- 1942: Mit den Augen einer Frau
- 1943: Мюнхгаузен — Münchhausen
- 1943: Wenn der junge Wein blüht
- 1943: Die beiden Schwestern
- 1944: Komm zu mir zurück
- 1949: Ruf an das Gewissen
- 1951: Mutter sein dagegen sehr